# Horquilla de motocicleta

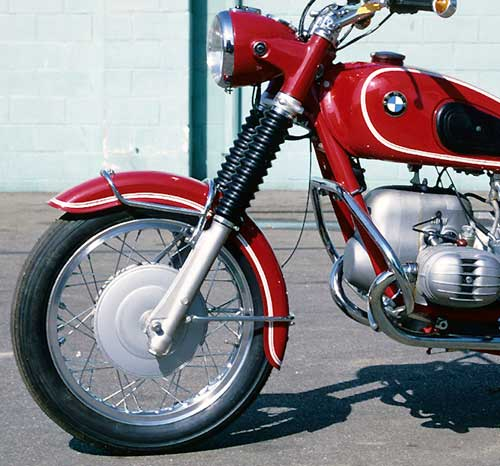
1968 BMW R60US con horquilla telescópica convencional

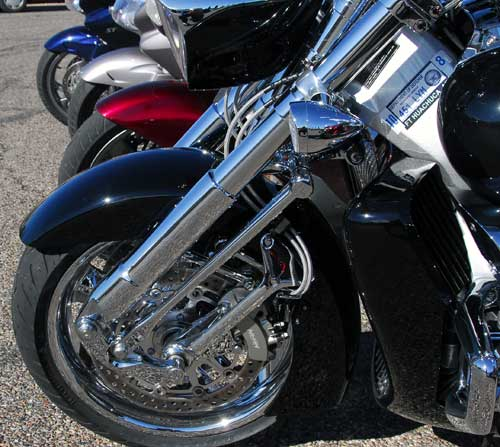
Inusual horquilla telescópica adelantada de una Honda Rune

Una Horquilla de motocicleta es la parte de la motocicleta que conecta la rueda delantera con el manubrio y el chasis de la misma, típicamente mediante un par de abrazaderas triples. Normalmente tiene incorporada la suspensión y el freno delantero, y permite que el eje vertical de la rueda delantera gire para cambiar la dirección de la motocicleta en las curvas.
La horquilla y sus puntos de sujeción al chasis establecen los parámetros críticos geométricos del lanzamiento y avance, los que ocupan un juego principal en el manejo y estabilidad de la moto en curvas, rectas y frenado.

## Variaciones
Más de 100 años de desarrollo en la tecnología de las motocicletas han hecho que se prueben un gran número de configuraciones de las horquillas de las cuales algunas se siguen usando en la actualidad.

### Telescópica

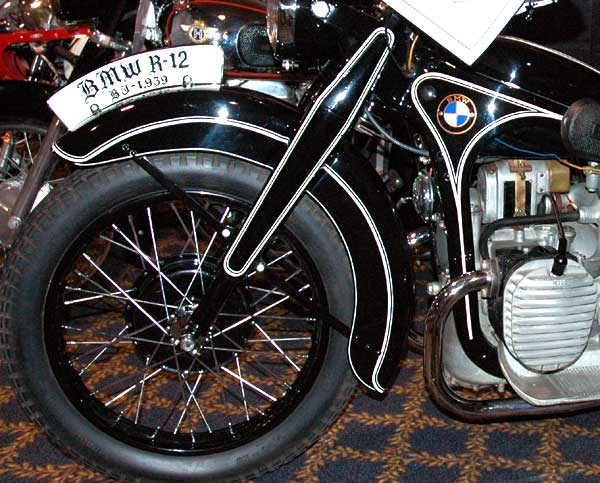
La versión de BMW de la horquilla telescópica con amortiguación de aceite, en una R12 de 1939

Una horquilla telescópica usa tubos de horquilla concéntricos y  pueden contener alguno de los elementos de la suspensión (resorte o muelle helicoidal, y amortiguador) internamente. Esta es la forma más común de horquilla comercialmente disponible. Puede o no incluir protecciones de hule contra lluvia y elementos en los cilindros de la horquilla. Las principales ventajas de la horquilla telescópica son: (i) su diseño simple y facilidad y economía de fabricación y ensamble; (ii) es más ligera que los diseños más antiguos con componentes externos y brazos adicionales; y (iii) tiene una apariencia limpia y atractiva para los que admiran a las motocicletas.
Por convención, los tubos internos van arriba fijos al yugo superior e inferior, con los tubos exteriores unidos a la rueda delantera. Cuando los tubos exteriores de la horquilla van a los yugos y manubrio se dice que la motocicleta tiene horquilla telescópica invertida (denominada abreviadamente en inglés USD).
Las primeras motocicletas de fábrica con horquilla telescópica de amortiguadores hidráulicos fueron las alemanas BMW R12 y R17 en 1935. Sin embargo horquillas telescópicas sin amortiguadores fueron usadas en bicicletas hechas por The Scott Motorcycle Company desde 1908, y la danesa Nimbus que las fabricó desde 1934 en adelante.

### Horquilla adelantada

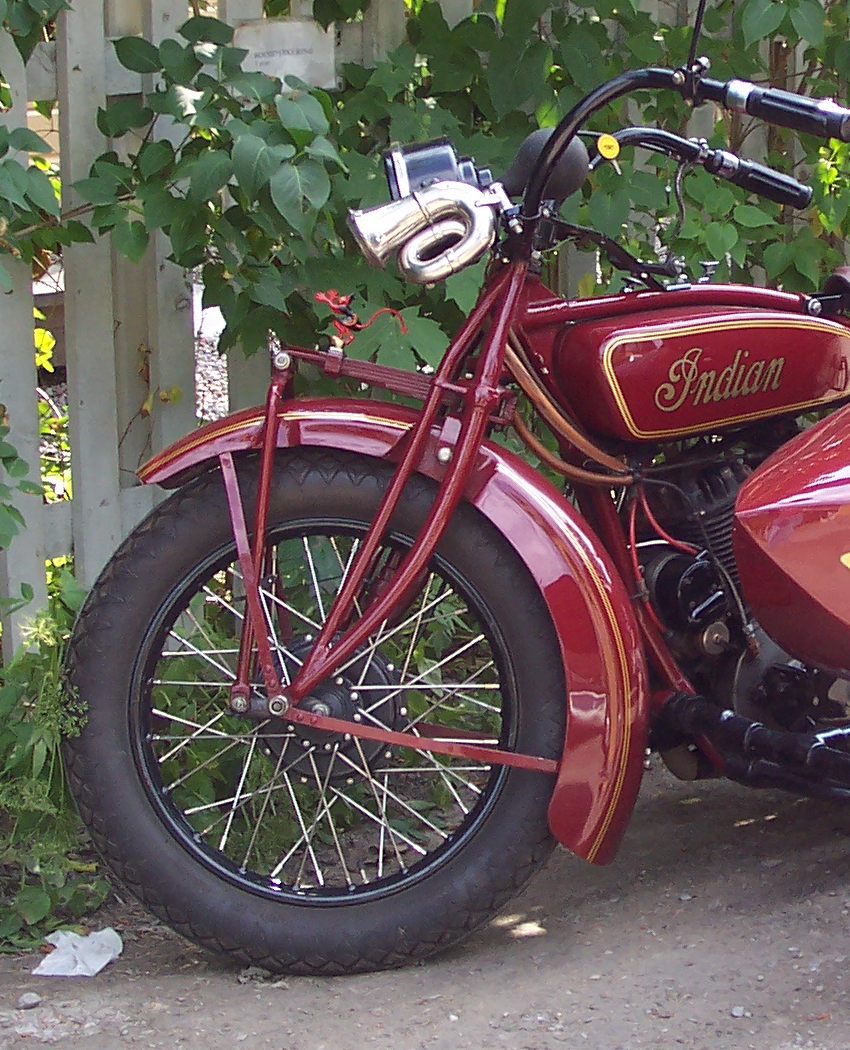
Horquilla adelantada en una Indian Big Chief de 1928

Una horquilla adelantada suspende la rueda en un brazo (basculante o no) de modo que el eje de giro de la rueda queda atrasado con respecto al eje de giro de la dirección (dado por la horquilla). Fue usado principalmente por la marca de motocicletas Indian; y también por BMW en sus motocicletas más antiguas.

### Horquilla atrasada

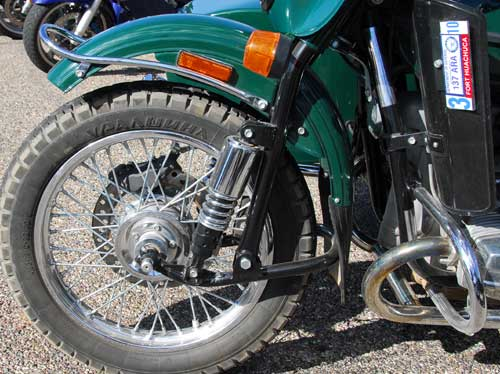
Horquilla atrasada en una motocicleta Ural

Esta suspende la rueda en un brazo de modo que el eje de giro de la rueda está adelante del eje de giro de la horquilla. Las motocicletas Rusas Ural aún usan ese sistema en motos equipadas con sidecar, y se instala en motos que van a usar sidecars o trimotos y que en esos casos mejora la capacidad de giro y freno. Siendo el ejemplo más común la Honda Super Cub.

### Girder

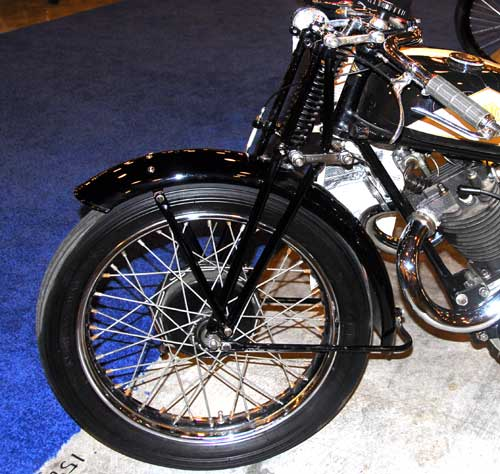
Motocicleta Cotton de 1934, con horquilla "girder"

Uno de los más antiguos tipos de suspensión frontal de motocicletas, la horquilla girder (literalmente, viga) consiste de un par de tubos o barras verticales (cuerpo móvil) unidos por 2 brazos cada tubo a dos uniones triples con un resorte usualmente entre la unión triple superior y el cuerpo móvil. El diseño alcanzó su clímax con el sistema "Girdraulics" usado en la motocicletas Vincent. Las horquillas Girdraulic tenían hojas forjadas de aleación para una resistencia extra y amortiguamiento hidráulico.
Mientras que en ambos sistemas se tenía un resorte expuesto cerca de la unión triple superior, la horquilla girder se distingue de la horquilla de muelles porque la rueda va firmemente unida al cuerpo móvil (tenía una forma de diamante alargado).

### Saxon-Motodd (Telelever)

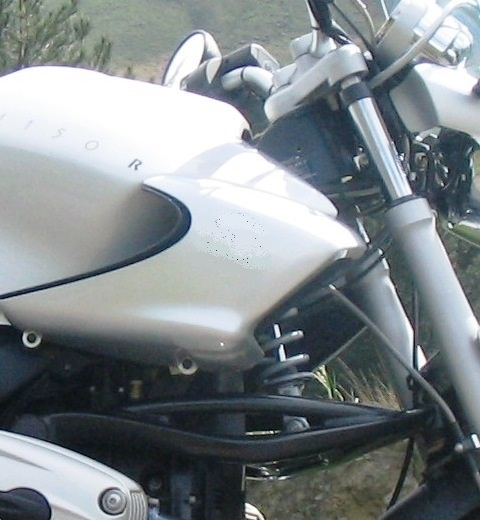
Horquilla Telelever de una BMW R1150R

La Saxon-Motodd (comercializada como Telelever por BMW) tiene una horquilla como (con una forma similar a la de las clavículas soldadas de un ave) que se monta sobre el cuadro y posee una unidad de  amortiguación. Esto libera las horquillas de cualquier fuerza de giro y frenado. Con una Telelever, el ángulo de lanzamiento y el avance se incrementan durante el frenado en lugar de disminuir como es lo normal con las horquillas telescópicas. Las motocicletas BMW de 2 cilindros opuestos (con motor bóxer) se han equipado con horquillas Telever desde 1994, pero algunas nuevas boxers como la BMW R nineT se han equipado con horquillas telescópicas convencionales por razones estéticas y de apariencia.

### Hossack/Fior (Duolever)

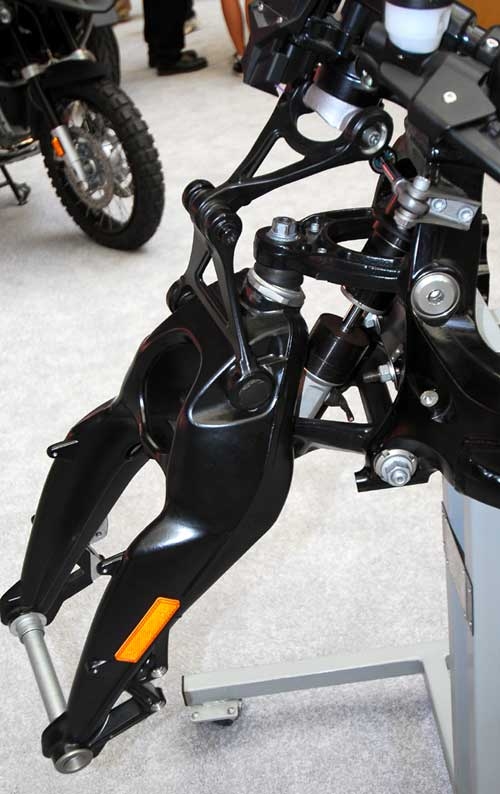
Horquilla frontal Duolever

La Hossack/Fior (comercializada como Duolever por BMW) separa completamente la suspensión de las fuerzas de giro. Desarrollada por Norman Hossack y usada por Claude Fior y John Britten en motocicletas de carreras, Hossack describió el sistema como "vuelto hacia arriba" ('steered upright'). En el año 2004 BMW anunció la K1200S con una suspensión frontal basada en este sistema. En el 2006, el Duolever estaba disponible en las K1200S, K1200R, y K1200GT.

### Suspensión frontal coaxial para el control de la dirección
Desarrollada por MotoCzysz para su C1, se registró en EE. UU. con la patente 7111700 el 26 de  septiembre de 2006. Es una horquilla con componentes de dirección coaxiales y telescópicos. El peso de deslizamiento de las horquillas se ve drásticamente reducido al eliminar componentes de la suspensión por su localización central. La altura de deslizamiento puede ser ajustada sin aflojar las horquillas de las placas triples. Disponen de un amortiguador dentro del tubo coaxial y de la posibilidad de ajustar el avance de 89 a 101 mm.

### Sin horquillas

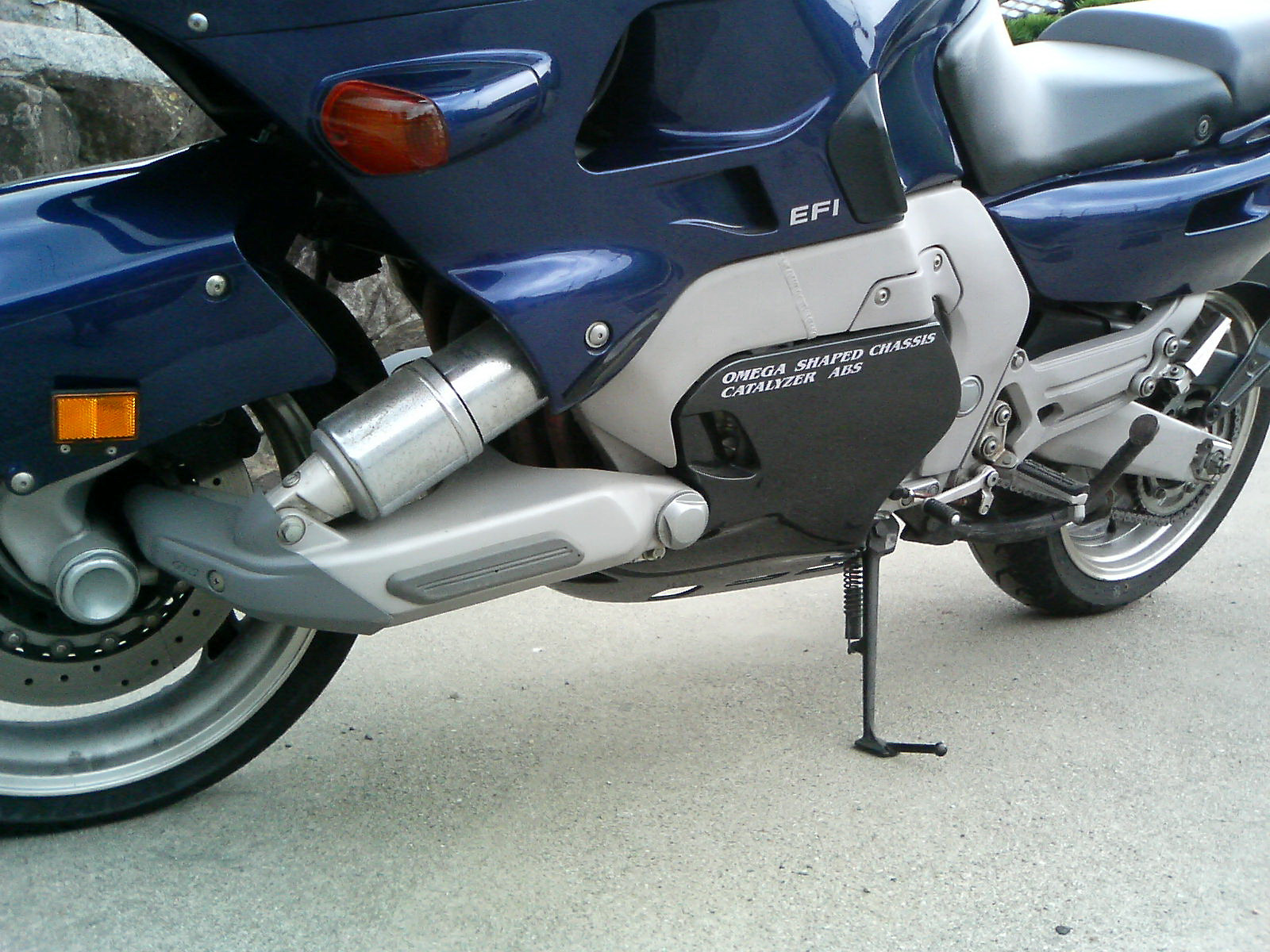
Suspensión de la Yamaha GTS1000

Ha habido varios intentos para controlar la  dirección de las motocicletas con sistemas que no puedan ser descritos como horquillas, entre los que se puede citar la dirección de buje central, usada desde 1920 en la Ner-a-Car, empleada en los años 1990 en la Bimota Tesi y en la Yamaha GTS1000.
También responde a este criterio la horquilla de un solo lado usada por la firma alemana Imme entre 1949 y 1951.
El equipo Mead & Tomkinson Racing compitió en carreras de resistencia en los años 1970 con "Nessie," una motocicleta de carreras basada en la Laverda con dirección de buje central.

## Tubo de horquilla

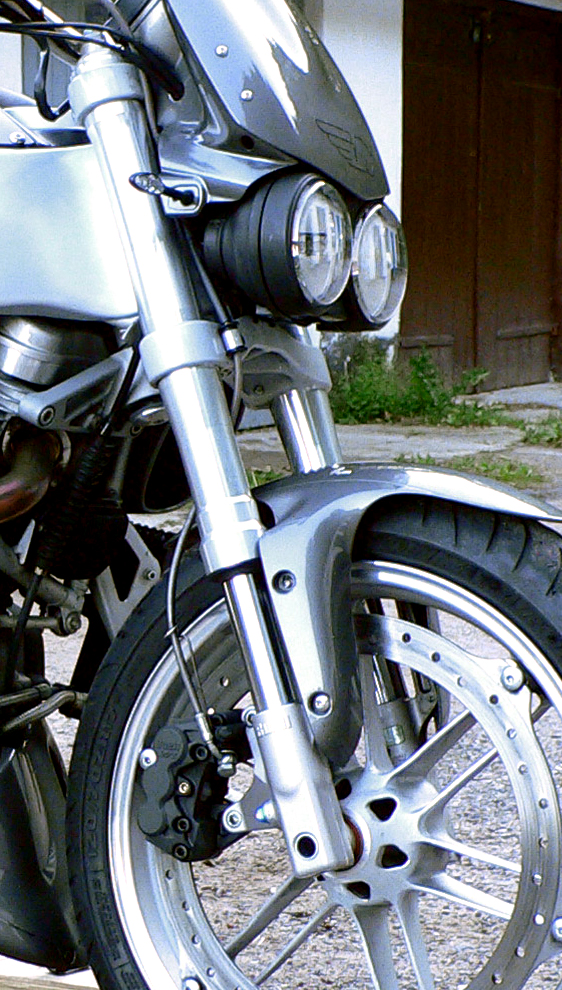
Horquilla telescópica invertida (upside down (USD)) con los pistones abajo. Puede verse la camisa del pistón de la horquilla derecha sostenida por el yugo superior y el inferior

Generalmente empleados en pares, los tubos de horquilla' (o "pistones") unen la llanta delantera de la motocicleta al cuadro. Típicamente comprenden la suspensión delantera y en las horquillas telescópicas y tienen como misión amortiguar los rebotes sobre el pavimento y sostener la moto de adelante en el caso del frenado.
Dentro de la mayoría de los tubos hay resortes, aceite de horquilla y aire, de modo que se crea un efecto de amortiguación. Algunas horquillas permiten agregar o quitar aire a presión para aumentar la rigidez de la suspensión. Las horquillas de calidad tienen un tubo flexible de aire entre ambos pistones de la horquilla para equilibrar la presión entre ambos. Algunos pistones modernos tienen un tornillo que ajusta la presión del resorte para aumentar o disminuir la precarga.
Los pistones de cartucho dan amortiguación regresiva, esto es, los resortes de los pistones tapan unos orificios de circulación de aceite. Si los movimientos son pequeños, los orificios se mantienen tapados por lo que la amortiguación alcanza un valor máximo. Si el movimiento es grande, entonces los orificios se destapan permitiendo la circulación del aceite y disminuyendo por lo tanto la amortiguación.
La amortiguación se fabrica para una solo acción por cada amortiguador, de modo que uno controla la compresión y el otro el movimiento de la extensión en la suspensión delantera.

## Árbol triple

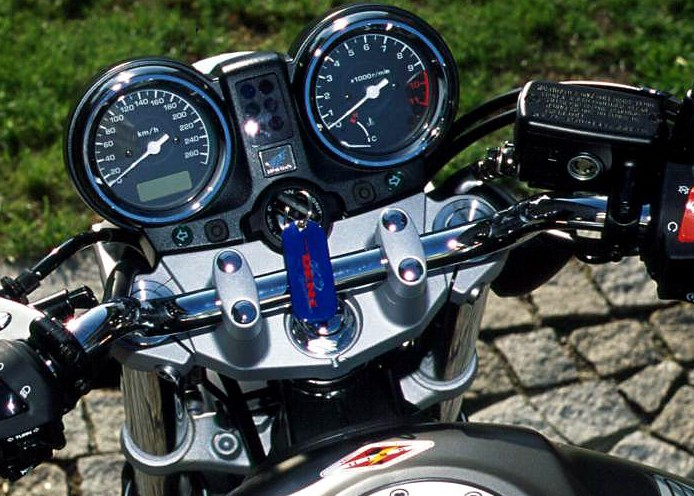
El yugo superior une la parte alta de los tubos (pistones) de la horquilla, el manubrio y el cuadro de una Honda 919

Un árbol triple ("triple clamp", "triple tree" (EE. UU.), "yoke" (GB)) o yugo triple es un herraje que fija los tubos de los pistones de la horquilla al chasis mediante pivotes giratorios, los cuales permiten al conjunto de las horquillas ensambladas moverse de lado a lado, y por lo tanto girar la motocicleta. La mayoría de las motocicletas tienen dos árboles triples: un yugo superior y un yugo inferior, que le dan dos puntos de apoyo para mantener los tubos de la horquilla paralelos, al mismo tiempo que sostienen el eje de viraje (pivote) al chasis.
La horquilla Telever tiene solamente el yugo superior, lo que permite que los pistones de la horquilla sean más largos que los de las horquillas telescópicas. Esto permite una mayor penetración de los pistones en las camisas de los pistones, aumentando la rigidez del conjunto y disminuyendo la flexión de los mismos.